# 桑德博斯特尔
桑德博斯特尔是德国下萨克森州的一个市镇。总面积31.54平方公里，总人口837人，其中男性444人，女性393人（2011年12月31日），人口密度27人/平方公里。